# Sierra Leone Company
Die Sierra Leone Company war eine britische Kolonialgesellschaft die maßgeblich an der Gründung der zweiten Kolonie in Afrika am 11. März 1792, dem späteren Britisch-Westafrika und heutigen Sierra Leone, beteiligt war. Sie wurde von Sklavereigegnern, darunter Granville Sharp und Thomas Clarkson gebildet.
Die Sierra Leone Company war zwischen 1791 und 1805 Herausgeber des Sierra-Leone-Dollar, der offiziellen Währung des Gebietes.
Sie gilt als Nachfolgeorganisation der St. George’s Bay Company, die 1791 Granville Town, den heutigen Stadtbezirk Cline Town in Freetown mit 60 Siedlern gründete. Die Sierra Leone Company wurde 1807 von der African Institution abgelöst.

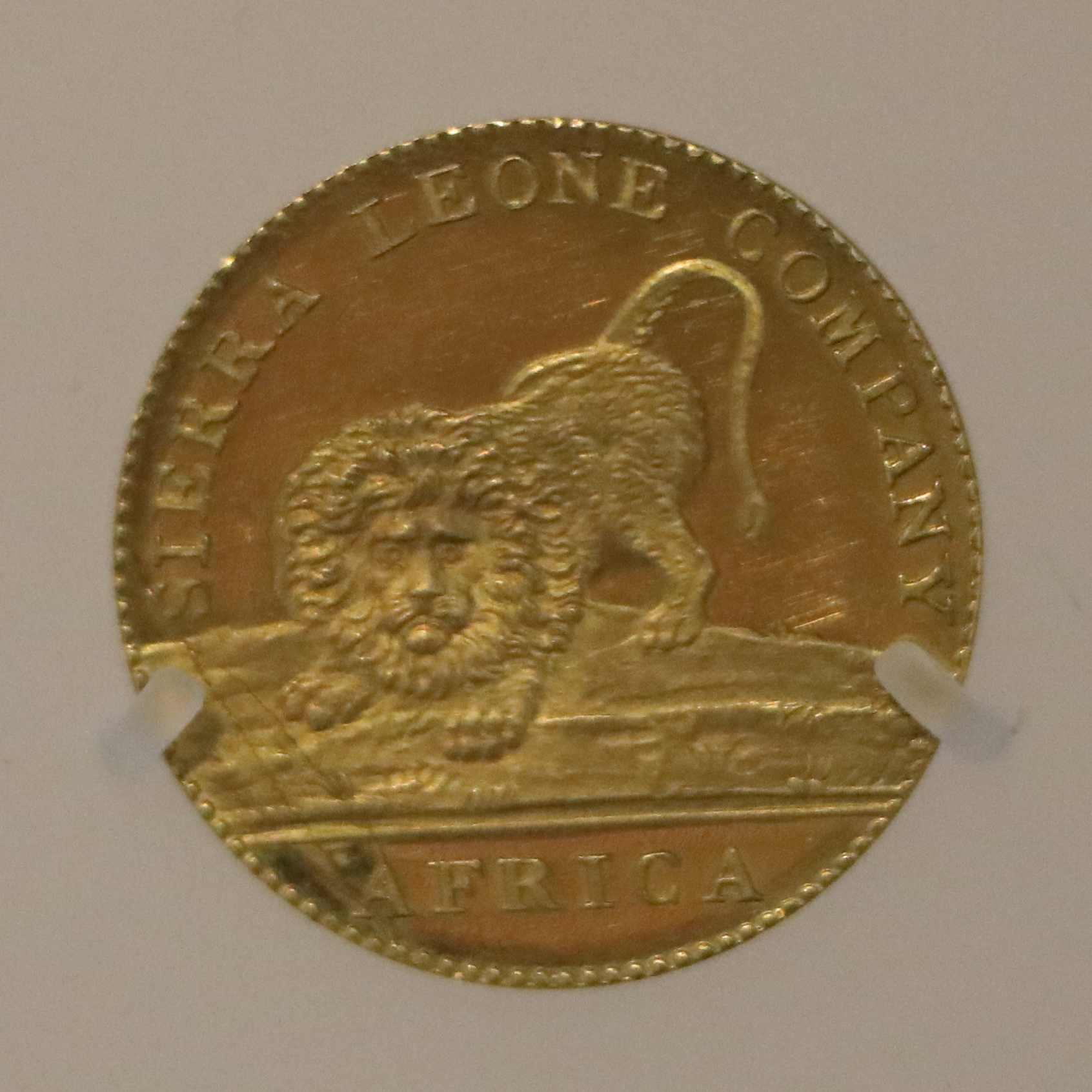
20 Cent (1791)
1 Cent (1791)